# Eleições gerais no Paraguai em 2013
As Eleições gerais no Paraguai em 2013 foram realizadas em 21 de abril. Foi o sexto pleito geral no país desde o golpe de estado que pôs fim à ditadura de Alfredo Stroessner em fevereiro de 1989.
Segundo o Tribunal Superior de Justiça Eleitoral (TSJE), o número total de eleitores inscritos e aptos ao voto foi de 3.516.273.

Votaram 2.409.437 eleitores ou 68,52 % do total. Os votos em branco representaram 2,99% e os nulos 2,48%.
O candidato vitorioso foi o empresário e dirigente desportivo Horacio Cartes, do partido Colorado, que assumiu o cargo em 15 de agosto de 2013, com mandato até agosto de 2018, sem possibilidade de reeleição para o mesmo cargo.

Cartes obteve 1.104.169 votos (45,83%). Foi a primeira vez na história política do Paraguai que um candidato conseguiu superar um milhão de votos. Seu vice é o ex-governador de Itapúa, Juan Afara.
Os outros candidatos foram o advogado e político Efraín Alegre (2º colocado com 36,92%), o jornalista Mario Ferreiro (3º colocado com 5,88%) e o médico Anibal Carrillo (4º colocado com 3,30%).
Também assumiram os cargos em 15 de agosto de 2013, os 17 governadores eleitos. Já os 
45 senadores mais 30 suplentes e os 80 deputados mais 80 suplentes assumiram seus 
cargos em 1 de julho de 2013. Todos cumprirão um mandato de cinco anos.

O partido Colorado, de Cartes, conseguiu eleger a maioria dos senadores, com 865.206 votos. O PLRA ficou em segundo lugar, com 588.054 votos. Em terceiro lugar ficou o partido esquerdista Frente Guasú, com 238.313 votos, partido pelo qual se candidatou o ex-presidente deposto em 2012 Fernando Lugo, sendo eleito para ocupar uma das cadeiras no Senado.
Desde a volta da democracia ao país, estas foram as eleições com o maior número de 
candidatos a todos os cargos eletivos, um total de mais de dois mil candidatos.
Além disso, despertaram um interesse especial para os demais países, por terem sido as primeiras realizadas depois da crise política de 2012, que teve como consequência a suspensão do Paraguai do Mercosul e da Unasul desde junho daquele ano, sob a acusação de rompimento da ordem democrática. Com a suspensão, a Venezuela passou a fazer parte do Mercosul, já que o Paraguai era o único país do bloco que se opunha à entrada dos bolivarianos.

## Perfis dos candidatos à presidência

### Horacio Cartes
Horacio Manuel Cartes Jara, nascido na capital paraguaia de Assunção em 5 de julho de 1956 é empresário, político e dirigente desportivo.
Possui empresas nos ramos de tabaco, bebidas, financeiro, pecuária, citricultura, transporte e comércio, onde emprega mais de dois mil funcionários, com uma das maiores fortunas do país. É também dirigente esportivo, desde 2001.

Ingressou na carreira política em 2009, filiando-se ao Partido Colorado.

Em 2000, seu nome foi vinculado a uma rede de narcotráfico e lavagem de dinheiro.

Em 2004, a Receita Federal do Brasil passou a investigar Cartes, por suposto contrabando (remessas ilegais de cigarros do Paraguai para o Brasil), através de sua empresa "Tabacalera del Este" (TABESA).

Em 2012, a fabricante de cigarros brasileira Souza Cruz denunciou Cartes formalmente ao governo paraguaio, acusando-o de concorrência desleal, ao ser o responsável por cerca de 42 % dos cigarros  que entram por contrabando no país.

## Resultados da corrida presidencial
| Lista 1                                | Asociación Nacional Republicana (Partido Colorado) | Horacio Cartes Juan Manuel Afara                | 1.104.976 | 45.68%  |
| Lista 4 Alianza Paraguay Alegre        | Partido Liberal Radical Auténtico Partido Democrático Progresista Partido Encuentro Nacional Partido Social Demócrata | Efraín Alegre Rafael Filizzola                  | 890.451   | 37.11%  |
| Lista 3 Avanza País                    | Partido Revolucionario Febrerista Partido Movimiento al Socialismo Partido Demócrata Cristiano Partido Paraguay Tekopyahú Movimiento 20 de Abril Unidad Democrática para la Victoria | Mario Ferreiro Cynthia Brizuela Speratti        | 145.618   | 5.65%   |
| Lista 40 Frente Guasú                  | Partido País Solidario Partido Frente Amplio Bloque Social y Popular Partido de Participación Ciudadana Partido Popular Tekojoja Partido Comunista Paraguayo Partido Convergencia Popular Socialista Partido del Movimiento Patriótico y Popular Frente Social y Popular Frente Patriótico Popular Partido de la Unidad Popular | Aníbal Carrillo Iramain Luis Aguayo             | 80.934    | 3.29%   |
| Lista 8                                | Partido Patria Querida | Miguel Carrizosa Arsenio Ocampos                | 27.026    | 1.12%   |
| Lista 7                                | Unión Nacional de Ciudadanos Éticos | Lino Oviedo Sánchez Luis Felipe Villamayor      | 19.416    | 0.81%   |
| Lista 5                                | Partido Humanista | Roberto Ferreira Luis Beltrán Vallejos          | 4.264     | 0.18%   |
| Lista 69                               | Movimiento Kuña Pyrenda | Lilian Soto Maguiorina Balbuena Cardozo         | 3.925     | 0.16%   |
| Lista 14                               | Partido de los Trabajadores | Eduardo "Coco" Arce Gloria María Bareiro        | 3.011     | 0.12%   |
| Lista 10                               | Partido Blanco | Ricardo Martín Almada Librada Martínez de Viera | 2.767     | 0.11%   |
| Lista 55                               | Partido Patria Libre | Atanasio Galeano Digno Valdez Espínola          | 2.416     | 0.10%   |
| Votos nulos/em branco                  | Votos nulos/em branco | Votos nulos/em branco                           | 131.703   | 5.48%   |
| Total                                  | Total | Total                                           | 3.516.275 | 100.00% |
| Participação dos eleitores registrados | Participação dos eleitores registrados | Participação dos eleitores registrados          | 2.409.437 | 60.97%  |
| FONnte: TSJE                           | |                                                 |           |         |